# Craspedogryllacris atrogeniculata
Craspedogryllacris atrogeniculata är en insektsart som först beskrevs av Johann Gottlieb Otto Tepper 1892.  Craspedogryllacris atrogeniculata ingår i släktet Craspedogryllacris och familjen Gryllacrididae. Inga underarter finns listade i Catalogue of Life.